# Enrique Fernández-Miranda
Enrique Fernández-Miranda y Lozana, 2e duc de Fernández-Miranda, est un homme politique et grand d'Espagne, membre du Parti populaire (PP), né le 12 septembre 1949 à Gijón.
Fils de Torcuato Fernández-Miranda, cadre du régime franquiste, il est diplômé et professeur de chirurgie à l'université complutense de Madrid.
En 1989, il est élu député de Guadalajara au Congrès des députés, dont il est nommé premier vice-président sept ans plus tard, à la suite de la victoire du PP aux élections générales. Il devient délégué du gouvernement aux Étrangers et à l'Immigration en 2000, un poste dont il est relevé en 2002 après un mandat critiqué.
Il se retire de la vie politique et entre au service de la multinationale PricewaterhouseCoopers (PWC).

## Jeunesse
Enrique Fernández-Miranda y Lozana naît le 12 septembre 1949 à Gijón, dans les Asturies. Il est le fils de Torcuato Fernández-Miranda, avant-dernier président du Conseil du Royaume, figure du franquisme et de la Transition, dont il hérite en 1981 du titre de duc de Fernández-Miranda après sa mort l'année précédente.
Il étudie la chirurgie à l'université complutense de Madrid, où il obtient un doctorat. Il devient alors professeur de cette matière au sein de l'établissement.

## Vie politique

### Député
Enrique Fernández-Miranda est élu député de Guadalajara au Congrès des députés lors des élections générales du 29 octobre 1989 sur la liste du Parti populaire (PP). Il est réélu en 1993, 1996 et 2000.
Le 27 mars 1996, lors de l'ouverture de la VIe législature, Enrique Fernández-Miranda est élu premier vice-président du bureau du Congrès par 115 voix. Succédant au socialiste José Vicente Beviá Pastor, il est chargé de suppléer le président Federico Trillo. Il rejoint trois ans plus tard le comité exécutif national du PP en tant que secrétaire exécutif.

### Haut fonctionnaire
Enrique Fernández-Miranda est nommé en conseil des ministres du 12 mai 2000 délégué du gouvernement aux Étrangers et à l'Immigration, nouveau poste subordonné au ministère de l'Intérieur et dont la création avait été annoncée trois jours plus tôt par le ministre de la Présidence Mariano Rajoy comme une première étape vers un durcissement des conditions de légalisation des étrangers en situation irrégulière,. Lorsque Rajoy prend lui-même la direction du ministère neuf mois plus tard, il confirme Fernández-Miranda dans ses responsabilités.
Lorsque Ángel Acebes prend la suite de Rajoy, il décide le 20 juillet, dix jours après sa prise de fonction, de nommer Ignacio González délégué à l'Immigration et relève ainsi Fernández-Miranda de ses responsabilités. Son remplacement met en lumière les difficultés du gouvernement à gérer la problématique de l'immigration, prioritaire pour les Espagnols d'après les enquêtes d'opinion. Son départ avait été réclamé par l'opposition parlementaire et son travail questionné par le maire de Las Palmas, José Manuel Soria.

## Après la politique
En octobre 2002, Enrique Fernández-Miranda est nommé vice-président de la filiale espagnole de la multinationale de l'audit PricewaterhouseCoopers (PWC). Au bout de quatre ans, il devient directeur général de la Fondation PWC, dont il est promu président en 2011. En 2018, il est désigné doyen de la Députation permanente et Conseil de la Grandesse d'Espagne et des Titres du Royaume,.